# Yunquera
Yunquera és un poble de la província de Màlaga (Andalusia), que pertany a la comarca de la Sierra de las Nieves. S'estén des del Penyal de los Enamorados i el Tajol de la Caina, a la Sierra de las Nieves, fins a la unió dels rius Grande i Jorox.

## Orígens
Potser deu el seu nom a la gran quantitat de joncs que existia en el seu emplaçament, la qual cosa dona idea de l'abundància d'aigua, abundància natural que es perllonga fins a la serra. Possiblement d'origen romà, encara que no es conserven restes, els cristians visigots abans que arribessin les tropes amazigues ja s'assentaven en aquestes terres. En l'època romana va ser pas obligat de les legions en la conquesta d'Hispània que passaven de Màlaca (Màlaga) a la regió muntanyenca de Ronda.